# Ophisops
Ophisops – rodzaj zauropsydów z rodziny jaszczurkowatych (Lacertidae).

## Zasięg występowania
Rodzaj obejmuje gatunki występujące w północnej Afryce, Azji Zachodniej i Południowej oraz w południowo-wschodniej Europie.

## Systematyka

### Etymologia
Ophisops: gr. όφις óphis „wąż”; ωψ ōps, ωπος ōpos „twarz”.

### Podział systematyczny
Do rodzaju należą następujące gatunki:
- Ophisops agarwali Patel & Vyas, 2020
- Ophisops beddomei (Jerdon, 1870)
- Ophisops elbaensis Schmidt & Marx, 1957
- Ophisops elegans Ménétries, 1832 – jaszczurka wężooka
- Ophisops jerdonii Blyth, 1853
- Ophisops kutchensis Agarwal, Khandekar, Ramakrishnan, Vyas & Giri, 2018[4]
- Ophisops leschenaultii (Milne-Edwards, 1829)
- Ophisops microlepis Blanford, 1870
- Ophisops nictans Arnold, 1989
- Ophisops occidentalis (Boulenger, 1887)
- Ophisops pushkarensis Agarwal, Khandekar, Ramakrishnan, Vyas & Giri, 2018[4]
- Ophisops venustus Patel, Vyas, Thackeray, Pal & Mirza, 2024